# 新人 (乌托邦概念)
新人（英語：New Man）是一个乌托邦概念，涉及创造一个新的理想人类或公民，以取代不理想的人类或公民。新人这个概念的含义多种多样，不同的宗教和政治意识形态提出了各种替代方案。

## 哲学和宗教版本

### 巴哈伊新种族
巴哈伊文献指出，若对儿童进行基于巴哈欧拉的世界性教义的教育，将会促成一个“真正的新种族”的诞生（“khalq-i-jadíd”，也被守基·阿芬第翻译为“新创造”或“精神重生”）。巴孛在一封信中，在阐述其信息的目的后，自豪地宣告：“因此，所有人都是新人类的一部分，因为我们确实创造了这一（新的）创造……我们确实启动了一个新的末世创造。”阿博都巴哈描述道：“在精神的春天到来之后，所有现象都被赋予了新创造的生命，并在新创世纪的过程中得以改革。”据预言，未来将出现一个“品格无与伦比”的新种族，他们的任务是“在巴哈伊教义的帮助和启发下重建世界”，并“净化人类”目前的“污秽”和腐败。阿博都巴哈解释说，当前社会走向自我中心的物质主义趋势的唯一解药是“新创造”的力量，“让心灵与灵魂通过神圣精神的气息复兴。”在努力实现巴哈欧拉所设想的更公正、统一的社会的过程中，巴哈伊文献预言，一些人将会产生恐惧和沮丧的反应。
巴哈欧拉强调了这一新人类的无私、利他性质，写道：“被净化污秽即是摆脱那些对人类有害、削弱其崇高地位的事物——其中之一便是对自己言行的过度自得，不论这些言行多么值得称道。只有当每个灵魂都成为全人类的善愿者时，真正的和平与宁静才会实现。”巴哈伊文献还澄清道，这种初期的恐惧反应是短暂的：“人们心中对[上帝]法则的揭示所引发的恐惧和动荡，确应被比作断奶婴儿的啼哭，若你们是有悟性之人。当人们发现上帝启示的动机目的时，他们必将抛弃恐惧，满怀感激之情，欣然喜悦。” 哲学家伊恩·克鲁格指出，这种所谓的“从内部的革命和转变过程”仅仅是当前历史时代中更广泛的激进变革过程的一部分，并引用了巴哈伊文献中的一句话：“整个创造被彻底改变，天上地下的所有事物都被深深震撼。通过那个词语，所有被造物的实相被震动、分裂、分离、散布、组合并重聚，揭示出新创造的实体……”
巴哈伊信仰还强调了这种理想人类状态是一个遥远的目标，所有人都必须为之奋斗——“我们可以看到，重新塑造自己成为新种族的一部分将是一场持续多年的艰苦斗争。”阿博都巴哈写道：“我们必须不懈努力，毫不松懈地致力于实现人类精神本性的提升，并以不懈的精力推动人类向其真实和预定的崇高地位前进。”他同时还强调，我们没有理由认为自己在道德上优于他人：“因此，我们应当谦卑，没有偏见……我们永远不要说，‘我是信徒，而他是异教徒’，‘我接近上帝，而他是弃民。’我们永远无法知道最终的审判会是什么！”他进一步强调道，“我们是谁，竟敢评判他人？我们如何能知道谁在上帝眼中是最正直的人？”
关于人类进化的新状态，还提到“将会有灵魂崛起，圣洁之人出现”，他们将“孜孜不倦地工作”，“分散在世界各地，遍行天下”，“在每个聚会上发声，装饰并振兴每个集会”，“用各种语言讲话，解释每个隐藏的意义”，“揭示天国的奥秘，并向每个人展示上帝的迹象”，“熏陶并振奋人类的灵魂”，“振兴世界各地的人民和国家。” 巴哈伊经济学家约翰·哈德尔斯顿在讨论实现世界和平所需的三大维度时写道：“第一维度是创造一个新种族：让地球上每一个男人、女人和孩子都采纳最高的道德标准。” 哲学学者伊恩·克鲁格在《伊尔凡之光》年刊中对巴哈伊和尼采的概念进行了比较性探讨，其中包括巴哈伊的新种族和尼采的超人概念。

### 尼采的“超人”
哲学家弗里德里希·尼采的“超人”概念是一种新人类的形象，通过一种存在主义的权力意志来为人类树立榜样，其本质上是生命力论和非理性主义的。尼采发展这一概念是基于他对羊群心态和基督教固有虚无主义的看法，以及上帝之死后存在意义的空虚。超人是人类的目标，超人的世俗意志成为地球上生命的新意义，一个超越自我的个体，能够掌控自己的冲动和欲望。

## 政治版本

### 自由主义
托马斯·潘恩和威廉·戈德温认为，古典自由主义在法国和美国的传播标志着新人类和新时代的诞生。

### 乌托邦社会主义
乌托邦社会主义者如亨利·德·圣西门、夏尔·傅立叶和罗伯特·欧文预见到一个由新人类领导的未来黄金时代，他们将重建社会。

### 共产主义
马克思主义提出，在一个共产主义社会中，将发展出新人和新女性，遵循国家的非本质性质和自由联合劳动对于肯定人类性的重要性。这与一种天生人格的对立观点相对立，后者对于提升所有贬义物质主义的自律动态工作者的无私集体主义是不利的。马克思主义并不认为新人/新女性是实现完全共产主义的目标或前提，而是作为纯共产主义社会条件的产物。奥斯卡·王尔德的《社会主义下人的灵魂》和切·格瓦拉的文章《古巴的社会主义和人 （页面存档备份，存于）》是社会主义文学中新人原型的两个例子。
1968年—1970年，古巴发动强调唯意志论的“革命攻势”运动，寻求培养社会主义新人。2000年，古巴革命领导人菲德尔·卡斯特罗发起“思想战役”，再次推广社会主义革命理想，当时的政治运动是为了寻求将7岁的埃连·冈萨雷斯从美国带回。

### 法西斯主义
法西斯主义支持创造一个新人类，他是一个意志坚定、充满活力的典范，一个具有直接行动和好战暴力特征的人物。他是反个人主义的，具有自信和男子气概、安静的尊严和自尊、决心和权威性。脱离浪漫爱情、家庭背景和教育，他的世界观浪漫化、充满激情、严肃而现实，专注于纪念阵亡英雄，坚定地相信个人责任、国家再生和复兴。他认为自己是一个纪律严明的群众的一部分，该群众摒弃了个人主义、党派政治歧视和紧密的阶级取向，转而支持团结一致的准军事努力。 其中一个例子是1980年代英国官方民族阵线领导人提出的政治士兵的理念，该理念后来成为第三位置意识形态的一部分。

### 超人类主义
超人类主义欢迎通过网络技术和其他“人类增强”技术的提升，创造一个字面意义上的“新人类”，并将奇点视为新人类到来的时刻，仿佛是他的生日。学者克劳斯·冯东认为，超人类主义代表了最后一次革命 其他学者也提出了类似的观点。。